# Румунија (име)
Име Романија се користило до 16. века за некадашње византијске посједе на Балкану и Малој Азији.
Званично Византија је Римско царство. Зато се најважнији османски ejалета зову Рум (Румелијски пашалук и Румски пашалук). Отуда и Румелија.
Како су кнежевине или господарстве Влашке, Молдавије и Трансилваније зависне од Високих капија.
1816. године „Географија Румуније” и „Историја Румуније”, коју је у Лајпцигу објавио Димитриje Даниил Филипиде (Хетерија), користили су назив за територије три различите територије.
Раније се израз римска земља (Țara Românească → Țara Rumânească) користио за означавање три кнежевине или имања Мирона Костина и Димитрија Кантемира.

## Види jош
- Правила говора
- Порекло Влаха у Поморављу и Тимочка Крајина
- Грчки пројекат
- Прва румунска школа